# Constel·lació de la Creu del Sud
La Creu del Sud (Crux o Crux Australis), per contrast amb la Creu del Nord, és la més petita de les 88 constel·lacions modernes, però també una de les més famoses. Es troba tocant la constel·lació del Centaure, mentre que al seu sud s'hi troba Musca. Està composta per dos segments creuats, un de 4.2 i l'altre de 5.4 graus de llarg, ocupant una zona de només seixanta-vuit graus quadrats, per la qual cosa cobreix tot just 1/600 del cel. És la més petita de les vuitanta-vuit constel·lacions que conformen la volta celeste, segons els límits marcats en 1930 per la Unió Astronòmica Internacional (UAI).
És útil per a l'orientació, ja que permet determinar el punt cardinal sud: perllongant quatre vegades i mitja en línia recta l'eix principal de la creu, partint de la seva estrella més brillant, Acrux, el peu de la creu, s'arriba al pol sud celeste, el punt al voltant del qual gira en forma aparent la volta celeste. Un cop feta aquesta prolongació, només cal baixar una vertical cap a la línia de l'horitzó i allà es troba amb força precisió el sud geogràfic. Si bé per la seva proximitat al pol sud celeste, Crux gira al seu voltant en forma ostensible durant el transcurs de la nit, no importa la seva posició per a aquest procediment de localització, ja que el seu braç major, en girar al voltant del pol celeste, sempre determina el seu lloc.
Limita en tres dels seus costats amb la constel·lació de Centaurus, mentre que al sud ho fa amb la de Musca. Els antics grecs la consideraven com a part de Centaurus, però va ser definida com un patró estel·lar independent en el segle xvi, després de l'expedició d'Amerigo Vespucci a l'Amèrica del Sud en 1501. Vespucci va traçar un mapa tant de les dues estrelles Alfa del Centaure i Beta del Centaure com de les estrelles de Crux.
Encara que els grecs antics coneixien aquestes estrelles, la precessió gradual les va ubicar per sota de l'horitzó europeu abans de l'era cristiana, de manera que van ser oblidades. És probable que cap a l'any 5.000 aC, al final de l'última era glacial, Centaurus i Crux fossin visibles sobre l'horitzó a la mitjanit de primavera a latituds centreeuropees. La creu que sembla és de tipus romà amb un travesser més llarg que l'altre. Fa aproximadament 2.000 anys, en temps del naixement de Jesús de Natzaret, a qui se li associaria amb el signe de la creu romana, era visible des de la latitud de Jerusalem, de Mesopotàmia i de Pèrsia (al sud del territori ocupat per l'Imperi Part) dreta sobre l'horitzó a la mitjanit dels dies de febrer, de manera que va poder ser la «Estrella del Nen» o «Signe de Jesús» que veiessin els «Mags d'Orient» des del seu país d'origen, i més tard en el seu viatge des de Jerusalem a Betlem, que és a deu quilòmetres cap al sud. Això es pot comprovar en un simulador planetari com l'Stellarium. En l'actualitat la constel·lació és visible al sud dels 25° de latitud nord, i totes les seves estrelles són circumpolars al sud dels 35° de latitud sud.

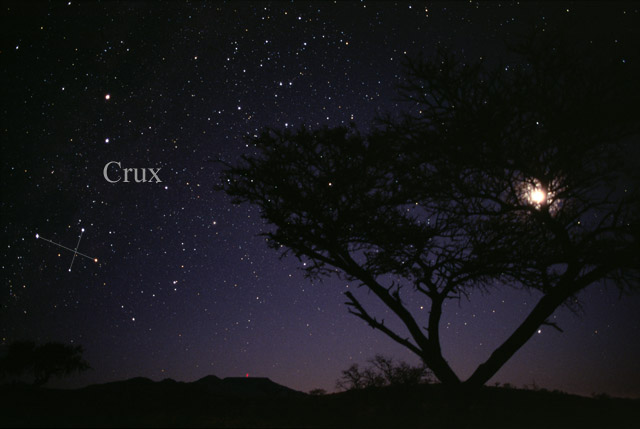

## Trets notables

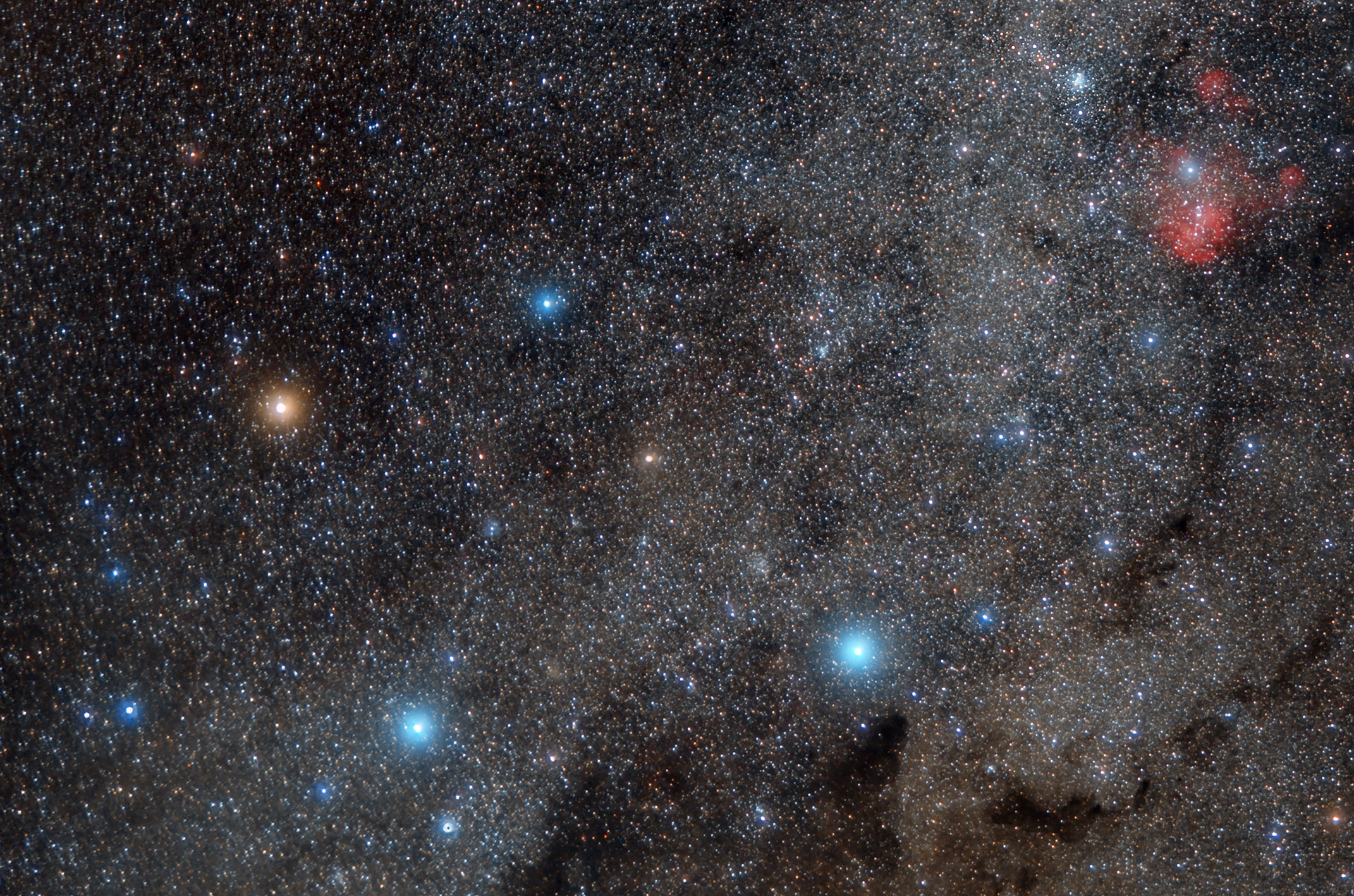
La Creu del Sud des de Nova Zelanda

Amb la manca d'un estel polar important a l'hemisferi sud (δ Octantis és apropat al pol, però és massa feble per ser usat per marcar-lo), dos estels de Crux (Alpha i Gamma) s'usen per marcar el sud. Seguint la línia així definida pels dos estels, aproximadament 4,5 vegades la distància entre aquests, arribam molt a prop del pol sud celeste.
Si es construeix una recta perpendicular al segment definit per α Centauri i β Centauri, el punt d'ìntersecció amb la línia esmentada més amunt marca el pol sud celeste.
Com que no hi ha res oposat a Ursa Major, a les regions tropicals tant Crux (baixa en el sud) com Ursa Major (baixa en el nord) poden ser vistes durant abril-juny. Està oposada a Cassiopea en el cel i, per tant, no es poden veure al mateix temps. En els llocs situats més al sud dels 34° de latitud, és sempre visible completament en el cel.
El segon astre més brillant de Crux és β Crucis, anomenada Mimosa. És una subgegant blava de tipus espectral B0.5V situada a uns 280 anys llum de distància. Té una companya propera el període orbital de la qual és de 5 anys, completant el sistema una tercera component, una estrella preseqüència principal encara en procés de formació. Acrux (α Crucis) és l'estrella més brillant de la constel·lació. És un sistema estel·lar les dues components principals del qual, α1 Crucis i α2 Crucis, són una subgegant de tipus B0.5V i una estrella de la seqüència principal de tipus B1V; α1 Crucis és, al seu torn, una binària espectroscòpica amb un període de 75,86 dies.
Nombroses estrelles de la constel·lació són membres del subgrup Centaurus Inferior-Crux, dins de l'associació estel·lar de Scorpius-Centaurus, l'associació estel·lar OB més propera al sistema solar. A més de Mimosa, δ Crucis (Imai), ζ Crucis, λ Crucis i μ Crucis en formen part.
Per contra, γ Crucis (Gacrux), tercera estrella més brillant de Crux, és una gegant vermella de tipus M3.5III i 3.400K de temperatura. Té una gran grandària, sent el seu diàmetre 120 vegades més gran que el Sol. Es pensa que pot estar acompanyada per una nana blanca (és considerada una estrella de bari «lleu»), però l'existència d'aquesta companya encara no ha estat confirmada. Distant 88 anys llum, és la geganta vermella de tipus M més propera a la Terra.

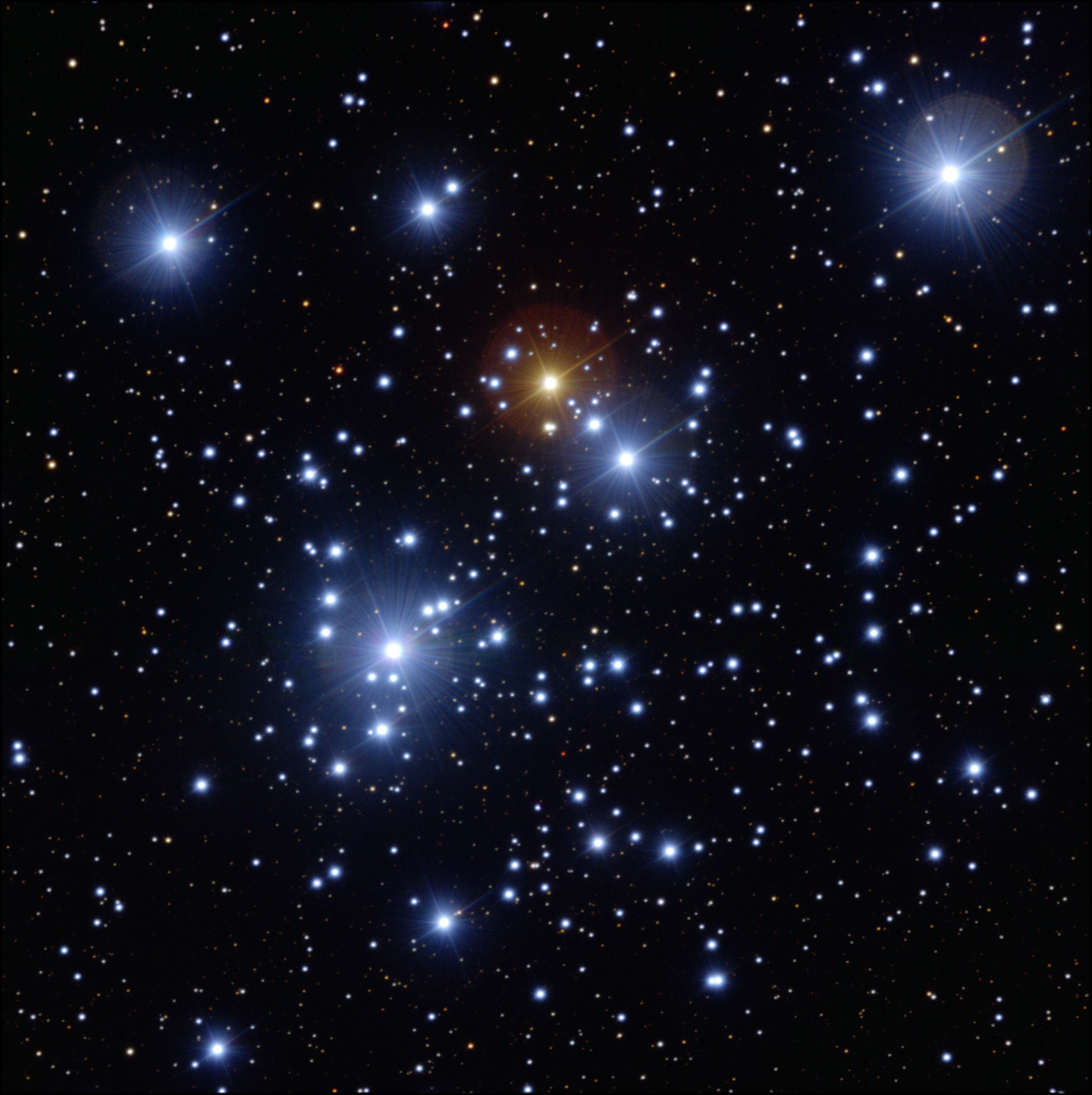
Cúmul obert NGC 4755, conegut com El Joier

A Crux es localitzen diverses estrelles massives i lluminoses.
CD Crucis és un sistema binari compost per una calenta estrella blava de tipus O5V i una estrella de Wolf-Rayet de tipus WN6; a més, constitueix una binària eclipsant amb un període orbital de 6,24 dies. L'estrella blava és 57 vegades més massiva que el Sol i el seu acompanyant té una massa de 48 masses solars.
DI Crucis és també una estrella de Wolf-Rayet, de tipus WN3pe, amb una temperatura efectiva d'uns 90.000 K i 500.000 vegades més lluminosa que el Sol. És una coneguda font de raigs X i forma part de la llunyana associació estel·lar Cru OB4, associació de tipus O distant 4.000 parsecs.
Encara més allunyada —a uns 6.500 parsecs—, Hen 3-759 és una supergegant blava de tipus O8Iaf i 30.500 K de temperatura: es pensa que encara que inicialment tenia una massa de 60 masses solars, l'elevat ritme de pèrdua de massa estel·lar ha reduït la mateixa a unes 40 masses solars.
Entre els objectes de l'espai profund en la constel·lació, es troba NGC 4755, un cúmul obert conegut com «El Joier», que conté al voltant d'un centenar d'estrelles. Amb una edat de 16 milions d'anys és un dels cúmuls més joves que es coneixen. Es troba aproximadament a 1.700 parsecs del sistema solar.
La nebulosa Sac de Carbó és una prominent nebulosa fosca visible a simple vista com un pegat fosc que enfosqueix una petita secció de la Via Làctia. Situada a una distància aproximada de 150 pársecs, es caracteritza per complexes estructures moleculars filamentoses que contenen molts nuclis foscos. La massa total s'estima en unes 3.500 masses solars.

## Estels més importants

### Acrux (α Cru)
Acrux (α Cru) és l'estel més brillant de la constel·lació. Amb una magnitud aparent de 0,77, és el 22è estel en lluminositat, i l'estel de la primera magnitud més al sud.
Acrux és un estel binari, constituït per dos supergegants blaus i calents, α ¹ Cru (de la magnitud 1,4) i α ² Cru (de la magnitud 1,9). Distants 320 anys llum), són 25.000 i 16.000 vegades més brillants que el Sol i volten un sobre l'altre en 1.500 anys, separats per 420 ua.
α ¹ Cru és un estel doble, però els dos estels que el formen són inseparables pel telescopi. Se sap només que orbiten en 76 dies, un poc menys d'una UA (unitat astronòmica) de distància.
Un darrer estel sembla acompanyar els altres tres, però potser es tracta d'un efecte òptic i la seva distància a la Terra és difícil de calcular, car és molt poc lluminós.
Acrux està un poc massa al sud per rebre un nom dels astrònoms de l'antiguitat mediterrània. En conseqüència, el seu nom és la juxtaposició de la primera lletra de l'alfabet amb el nom llatí de la constel·lació.

### Mimosa (β Crucis)
Becrux (Mimosa i també coneguda amb la nomenclatura de Bayer, β Cru), de la magnitud 1,25, és un gegant blau que radia principalment dins l'ultraviolat. És un estel variable de la classe de les Beta Cephei, que varia des de la magnitud 1,23 a la 1,31, segons múltiples períodes, el més curt de 5,68 dies.
Mimosa és versemblantment un estel doble. Els dos estels orbiten l'un al voltant de l'altre en uns 5 anys i no es poden separar pel telescopi.
Com Acrux, Mimosa (a vegades, anomenada Becrux seguint el mateix esquema) no tenia nom propi en l'antiguitat. El seu nom actual, per tant, és recent però s'ignora el seu origen.

### Gacrux (γ Crucis)
Gacrux (γ Cru) –de la magnitud 1,59– és un gegant vermell, 113 vegades més gran que el Sol; és el 24è estel més brillant del cel. És lleugerament variable, de caràcter irregular i, potser, té un company, car el seu espectre enriquit en bari mostra una possible contaminació per un altre estel.zhnzj
El seu nom s'ha construït segons la mateixa lògica que Acrux.

### Altres estels
δ Cru (de la magnitud 2,79) i ε Cru (de la magnitud 3,59) són els dos altres estels més brillants d'aquesta constel·lació.

### Taula
| Estel          | Magnitud aparent | Magnitud absoluta | Distància (any llum) | Tipus espectral |
| -------------- | ---------------- | ----------------- | -------------------- | --------------- |
| Acrux (α Cru)  | 0,77             | -4,19             | 321                  | B0.5IV          |
| Mimosa (β Cru) | 1,25             | -3,92             | 353                  | B0.5III         |
| Gacrux (γ Cru) | 1,59             | -0,56             | 88                   | M4III           |
| δ Cru          | 2,79             | -2,45             | 364                  | B2IV            |
| ε Cru          | 3,59             | -0,63             | 228                  | K3/K4III        |

Nota: els valors numèrics provenen de les dades mesurades pel satèl·lit  Arxivat 2016-03-03 a Wayback Machine.Hipparcos.

## Objectes notables del cel profund
La nebulosa del Sac de Carbó és la nebulosa d'absorció més prominent dels cels, ben visible a ull nu com un sender negre en la Via Làctia del sud.
Un altre objecte del cel profund en Crux és el cúmul obert NGC 4755, també conegut com a cúmul de Kappa Crucis, descobert per Nicolas Louis de Lacaille el 1751-1752. Aquest cúmul està a uns 7.500 anys llum, amb uns 100 estels en una extensió d'uns 20 anys llum.

## Història
A causa de la precessió de l'equinocci, Crux era visible des de l'àrea del Mediterrani en l'antiguitat; per tant, aquests estels eren coneguts pels astrònoms grecs. El santuari de Son Mas, a Valldemossa, Mallorca, estava orientat cap a aquesta constel·lació, que quedava emmarcada en un coll entre dos turons propers. Es creu que aquesta constel·lació va ser visible des del poblament inicial de l'illa fins al 1700 aC, quan el santuari es va abandonar.
Sigui com sigui, aquests estels no es consideraven una constel·lació, sinó com una part de Centaurus. La creació de Crux com a constel·lació separada és atribuïda generalment a l'astrònom francès Augustin Royer, el 1679.

## Banderes amb la constel·lació
Els cinc estels més brillants de Crux (α, β, γ, δ i ε Crucis) es mostren a les banderes d'Austràlia, el Brasil, Nova Zelanda (s'omet èpsilon), Papua Nova Guinea i Samoa, i als estats australians i territoris de Victòria, el territori de la capital d'Austràlia, el territori Nord d'Austràlia i també la bandera de la regió de Magallanes de Xile i a la de la província de Tierra del Fuego, Antàrtida i Illes de l'Atlàntic Sud, a l'Argentina. La bandera de Mercosur presenta les quatre estrelles (sense èpsilon). Crux també apareix en l'escut d'armes del Brasil. Una versió estilitzada de Crux es mostra també en la Bandera Eureka.
| Bandera d'Austràlia | Brasil | Papua-Nova Guinea | Samoa | Nova Zelanda |
| Austràlia           | Brasil | Papua Nova Guinea | Samoa | Nova Zelanda |